# Svetlana Pletnyova
Svetlana Alexandrovna Pletneva (également orthographié Pletnyeva ou Pletnyova ; russe : Светлана Александровна Плетнева), née le 20 avril 1926, à Kirov et morte 20 novembre 2008 à Moscou est une archéologue et historienne russe soviétique. Comme Lev Goumilev, elle est l'étudiante de Mikhaïl Artamonov. Elle rejette cependant de nombreuses théories archéologiques de ce dernier.

## Biographie
Elle est spécialiste des civilisations nomades eurasiennes, sur lesquelles elle a publié de nombreux ouvrages. Elle est l'une des figures de la recherche sur la question, dans le champ universitaire russe.
Elle a remporté le Prix d'État d'URSS en 1986.

## Prix et distinctions
- Prix d'État d'URSS
- Ordre de l'Insigne d'honneur
- Médaille pour son "Travail valeureux"
- Médaille pour son "Travail distingué"